# Первомайск (Кировская область)
Первома́йск — посёлок в Нагорском районе Кировской области в составе Синегорского сельского поселения.

## География
Первомайск находится у речки Фёдоровки на расстоянии примерно 32 километра по прямой на север-северо-запад от районного центра посёлка Нагорска.

## История
Упоминается с 1978 года. В 1989 году учтено 587 жителей.

## Население
Постоянное население составляло 389 человек (русские 95 %) в 2002 году, 179 в 2010 году.